# Proteuxoa senta
Proteuxoa senta là một loài bướm đêm thuộc họ Noctuidae. Loài này có ở Nam Úc, Tasmania và Victoria.